# Pseudocalotes poilani
Pseudocalotes poilani är en ödleart som beskrevs av  Bourret 1939. Pseudocalotes poilani ingår i släktet Pseudocalotes och familjen agamer. Inga underarter finns listade i Catalogue of Life.